# Dekanat odincowski
Dekanat odincowski – jeden z 48 dekanatów eparchii moskiewskiej obwodowej Rosyjskiego Kościoła Prawosławnego. Obejmuje cerkwie położone w rejonie odincowskim obwodu moskiewskiego. Funkcjonuje w nim siedem cerkwi parafialnych miejskich, czterdzieści cerkwi parafialnych wiejskich, piętnaście cerkwi filialnych, dwie cerkwie cmentarne, dwie cerkwie domowe, cerkiew-baptysterium, kaplica-baptysterium, cerkiew szpitalna i trzynaście kaplic.
Funkcję dziekana pełni archimandryta Nestor (Żylajew).

## Cerkwie w dekanacie[1]
- Cerkiew św. Ksenii z Petersburga w Duninie

Kaplica św. Michała Archanioła
- Cerkiew Wniebowstąpienia Pańskiego w Buzajewie
- Cerkiew św. Mikołaja w Aksininie

Cerkiew św. Michała Archanioła w Aksininie
Kaplica św. Jana Chrzciciela
Kaplica Wszystkich Świętych
- Cerkiew Opieki Matki Bożej w Akułowie

Kaplica Nowomęczenników i Wyznawców Rosyjskich w Akułowie
- Cerkiew Narodzenia Pańskiego w Barwisze
- Cerkiew Opieki Matki Bożej w Bołtinie
- Cerkiew Przemienienia Pańskiego w Bolszych Wiaziemach

Cerkiew św. Aleksandra Newskiego w Bolszych Wiaziemach
Kaplica św. Aleksandra Newskiego
- Cerkiew św. Michała Archanioła w Buszarinie
- Cerkiew św. Serafina z Sarowa w Golicynie
- Cerkiew św. Aleksandra Newskiego w Golicynie

Kaplica Świętych Borysa i Gleba
- Cerkiew św. Jerzego w Gorkach-10

Cerkiew św. Anastazji z Niżnego Nowogrodu w Gorkach-10
Cerkiew św. Serafina z Sarowa w Gorkach-10
- Cerkiew św. Mikołaja w Darinie

Kaplica-baptysterium św. Aleksandra Newskiego
- Cerkiew Narodzenia Matki Bożej w Djut'kowie

Kaplica Smoleńskiej Ikony Matki Bożej
- Cerkiew Objawienia Pańskiego w Żaworonkach
- Cerkiew Nowomęczenników i Wyznawców Rosyjskich w Zarieczju
- Cerkiew św. Aleksandra Newskiego w Zacharowie

Cerkiew Świętych Piotra i Febronii w Zacharowie
- Cerkiew Ikony Matki Bożej „Znak” w Znamienskim

Cerkiew-baptysterium św. Cierpiętnika Cara Mikołaja
- Cerkiew Obrazu Zbawiciela Nie Ludzką Ręką Uczynionego w Isławskim
- Cerkiew Narodzenia Pańskiego w Karinskim

Cerkiew domowa Ikony Matki Bożej „Wszystkich Strapionych Radość” w Karinskim
- Cerkiew Trójcy Świętej w Kozinie

Cerkiew św. Jana Chryzostoma w Kozinie
- Cerkiew św. Michała Archanioła w Krasnoznamiensku

Cerkiew św. Aleksandra Newskiego w Krasnoznamiensku
Cerkiew domowa św. Gabriela Archanioła w Krasnoznamiensku
Cerkiew cmentarna św. Łazarza
- Cerkiew Przemienienia Pańskiego w Krymskim
- Cerkiew Dońskiej Ikony Matki Bożej w Kubince
- Cerkiew Ikony Matki Bożej „Krzew Gorejący” w Kubince
- Cerkiew Kazańskiej Ikony Matki Bożej w Łajkowie
- Cerkiew św. Jana Chrzciciela w Liesnym Gorodoku
- Cerkiew Opieki Matki Bożej w Łokotnej
- Cerkiew św. Mikołaja w Łucinie

Cerkiew Wszystkich Świętych w Łucinie
- Cerkiew św. Michała Archanioła w Michajłowskim
- Cerkiew Trójcy Świętej w Nazariewie

Kaplica św. Paraskiewy
- Cerkiew Narodzenia Pańskiego w Niemczinowce
- Cerkiew św. Eliasza w Nowoiwanowskim

Cerkiew cmentarna Ikony Matki Bożej „Wszystkich Strapionych Radość” w Nowoiwanowskim
- Cerkiew św. Wacława Czeskiego w Nowiu
- Cerkiew św. Katarzyny w Odincowie
- Cerkiew Griebniowskiej Ikony Matki Bożej w Odincowie

Cerkiew Ikony Matki Bożej „Uzdrowicielka” w Odincowie
Cerkiew Włodzimierskiej Ikony Matki Bożej w Odincowie
Cerkiew Świętych Wiery, Nadziei, Luby i matki ich Zofii w Odincowie
Cerkiew szpitalna św. Łukasza (Wojno-Jasienieckiego)
Kaplica Ikony Matki Bożej „Życiodajne Źródło”
Kaplica św. Jana Rycerza
- Sobór św. Jerzego w Odincowie
- Cerkiew św. Tatiany Rzymianki w Odincowie
- Cerkiew Opieki Matki Bożej w Pierchuszkowie

Cerkiew Świętych Kosmy i Damiana w Pierchuszkowie
Kaplica św. Andrzeja Apostoła
Kaplica Kazańskiej Ikony Matki Bożej
- Cerkiew Opieki Matki Bożej w Pokrowskim
- Cerkiew św. Tamary Gruzińskiej w Pokrowskim
- Cerkiew św. Mikołaja w Romaszkowie
- Cerkiew św. Mikołaja w Sidorowskim

Kaplica św. Artemiusza Wielkorskiego
- Cerkiew Obrazu Zbawiciela Nie Ludzką Ręką Uczynionego w Uborach
- Cerkiew Obrazu Zbawiciela Nie Ludzką Ręką Uczynionego w Usowie

Cerkiew Smoleńskiej Ikony Matki Bożej w Usowie
Cerkiew św. Aleksandra Newskiego w Usowie
- Cerkiew Zaśnięcia Matki Bożej w Uspienskim

Cerkiew Wniebowstąpienia Pańskiego w Uspienskim
- Cerkiew św. Eliasza w Czapajewce
- Cerkiew Zaśnięcia Matki Bożej w Szarapowie